# Yamaha YZF-R7

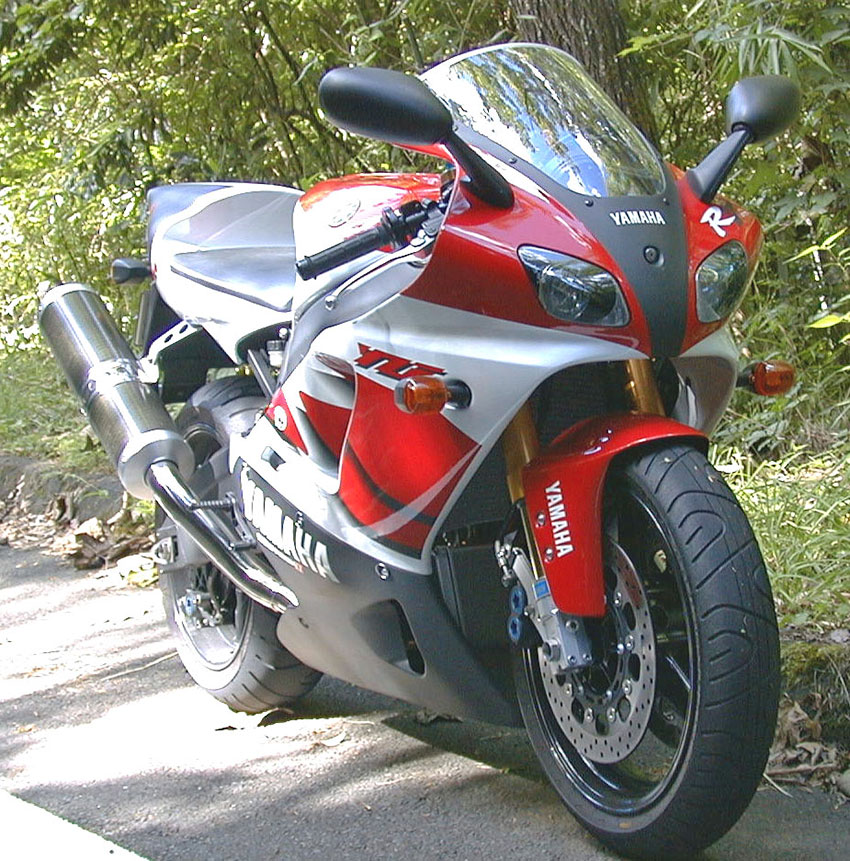
Yamaha YZF-R 7

Die Yamaha YZF-R7, mit der werksinternen Bezeichnung OW-02, ist ein Supersport-Motorrad des japanischen Fahrzeugherstellers Yamaha Motor. Sie kam 1999 als Nachfolgemodell der Yamaha YZF 750 auf den Markt. Bis 2002 wurden insgesamt 500 Einheiten hergestellt.

## Geschichte
Die YZF-R7 OW-02 war, wie die SP-Version der Vorgängerin, ein reinrassiges Wettbewerbsmotorrad und diente als Homologationsmodell für den Rennsport. Das zeigte sich in der limitierten Stückzahl, in der Auswahl hochwertiger Materialien und dass sie nur als Einsitzer verfügbar war. Die YZF-R7 kostete im Jahr 1999 49.990 DM. Eingesetzt wurde die R7 in der Superbike-WM, in der FIM Endurance World Championship und beim 8-Stunden-Rennen von Suzuka.

## Technik

### Motor
Der wassergekühlte 749 cm³ große Reihenvierzylindermotor war eine komplette Neukonstruktion und entsprach in seinen Grundzügen dem der 1998 vorgestellten Yamaha YZF-R1. Das bedeutet, Zylinderbank und obere Kurbelgehäusehälfte waren eine Einheit und die Getriebewellen waren übereinander platziert, wodurch der Motor deutlich kompakter geriet. Der Motor hatte auch 5 Ventile pro Zylinder, die aber im Gegensatz zur R1, aus Titan bestanden. Titan-Pleuel vom Formel-1-Lieferanten Ken Matsuura, CNC-gefräste Brennräume, geschmiedete Rennkolben aus Aluminium und eine Anti-Hopping-Kupplung sind weitere Details die zeigen, dass es sich bei der R7 um ein Wettbewerbsmotorrad handelte. Die Einspritzdüsen der elektronischen Saugrohreinspritzung waren über den Ansaugtrichtern angeordnet. Auf die bis dahin für Yamaha-Sportmotorräder typische Exup-Auslasswalze im Auspuff wurde bei der R7 zu Gunsten höherer Spitzenleistung verzichtet. Serienmäßig hatte der Motor 106 PS, um die Straßenzulassung in möglichst vielen Ländern zu vereinfachen. Für 5778 DM gab es den „Basic-Engine-Kit“. Dieser beinhaltete unter anderem eine größere Airbox mit Ram-Air-System und eine angepasste Steuerelektronik und brachte den Motor auf 138 PS.

### Fahrwerk
Das Fahrwerk bestand aus einem Aluminium-Brückenrahmen mit verstellbarem Lenkkopfwinkel und Schwingendrehpunkt und einer Aluminiumschwinge mit geschweißten Oberzügen. Das Vorderrad wurde von einer 43 mm Upside-Down-Gabel von Öhlins geführt. Das Zentralfederbein kam ebenfalls von Öhlins. Gabel und Federbein waren in Federbasis, Zug- und Druckstufendämpfung einstellbar. Die Bremsanlage hatte vorne zwei 320 mm große Scheiben mit einteilig gegossenen Vierkolbensätteln und hinten eine Scheibe mit 245 mm Durchmesser.

## Technische Daten
- Motor

- Bauart: Flüssigkeitsgekühlter Vierzylinder-Viertakt-Motor mit zwei obenliegenden Nockenwellen, 20 Ventile
- Hubraum: 749 cm³
- Bohrung und Hub: 72 × 46 mm
- Leistung: 78 kW / 106 PS bei 11000/min
- Drehmoment: 72,1 Nm bei 9400/min
- Leerlaufdrehzahl: 1300/min
- Schmiersystem: Nasssumpfschmierung

- Kraftstoffsystem

- Gemischbildung: Elektronische Kraftstoffeinspritzung mit 2 Einspritzdüsen pro Zylinder
- Tankinhalt: 23 Liter

- Elektrik

- Zündsystem: CDI Kennfeldzündung
- Anlasser: Elektrostarter
- Batterie: 12 V/ 8 Ah
- Scheinwerfer: Doppelscheinwerfer

- Antrieb

- Kupplung: Anti-Hopping-Kupplung im Ölbad (hydraulisch betätigt)
- Getriebetyp: 6 Gänge klauengeschaltet

- Getriebeübersetzung:

- 1. Gang: 2,235
- 2. Gang: 1,895
- 3. Gang: 1,667
- 4. Gang: 1,435
- 5. Gang: 1,292
- 6. Gang: 1,174

- Primärübersetzung: 1,872
- Enduntersetzung: 2,529
- Sekundärantrieb: Kette

- Fahrwerk

- Länge: 2060 mm
- Breite: 720 mm
- Höhe: 1125 mm
- Radstand: 1400 mm
- Lenkkopfwinkel: 22,7 Grad
- Nachlauf: 95 mm
- Sitzhöhe: 840 mm
- Bodenfreiheit: 120 mm
- Trockengewicht: 176 kg
- Leergewicht: 200 kg
- Max. zulässiges Gesamtgewicht: 302 kg
- Felgen: Aluminiumfelgen vorne und hinten mit 3-Speichen
- Felgenmaße:

- vorne: 3.50 × 17 Zoll
- hinten: 5.50 × 17 Zoll

- Bereifung:

- vorne: 120/70 ZR 17 Pirelli MTR 01A (Radial)
- hinten: 180/55 ZR 17 Pirelli MTR 08 (Radial)

- Reifendruck:

- vorne: 2,5 bar
- hinten: 2,9 bar

- Bremsen:

- vorne: Doppelscheibenbremse mit 320 mm Durchmesser, Vierkolben-Bremszangen
- hinten: Einscheibenbremse mit 245 mm Durchmesser, Doppelkolben-Bremszange

- Rahmen: Aluminiumbrückenrahmen, Kastenprofil
- Radaufhängung vorne:

- voll einstellbare Upside-down-Gabel mit 43 mm Durchmesser
- Federweg: 120 mm

- Radaufhängung hinten:

- Zwei-Arm-Schwinge mit voll einstellbarem Federbein und externem Ausgleichbehälter
- Federweg: 130 mm